# Marilyn Lerner

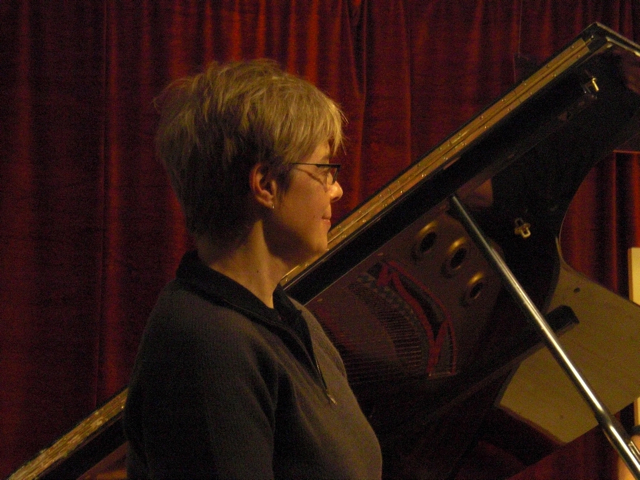
Marilyn Lerner 2010 im Loft (Köln) als Mitglied des Ig Henneman Sextets

Marilyn Lerner (* 4. Februar 1957 in Montreal) ist eine kanadische Jazzpianistin und Komponistin.

## Leben und Wirken
Lerner hat zunächst eine klassische Musikausbildung absolviert und vertiefte in ihrer sich anschließenden Ausbildung in Jazz-Piano und Improvisation an der York University weiterhin bei Richie Beirach, Hal Galper, Cedar Walton, Joanne Brackeen und Fred Hersch.
Neben regelmäßigen Einzelauftritten spielte sie mit Jane Bunnett, Jean Derome, Gerry Hemingway, Steve Lacy, Vinny Golia, Bobby Hutcherson, Thomas Lehn, Joëlle Léandre, Arturo Sandoval oder Tito Puente. Sie ist die Pianistin der Flying Klezmer Bulgar Band.
1992 gründete sie mit der Klarinettistin Lori Freedman das Improvisationsduo Queen Mab, das seit 2002 um Ig Henneman erweitert als Trio international auftritt. Zusammen mit Jane Bunnett entstand 1997 in Havanna das Album Birds are Returning mit kubanischen Musikern. Mit dem Sänger David Wall oder der Sängerin Adrienne Cooper interpretiert sie zeitgenössische jiddische Lyrik; mit der Cellistin Peggy Lee legte sie das Album Struck vor. Für das Duo-Album Special Angel, das sie mit Gitarrist Sonny Greenwich aufnahm, wurde sie 2004 mit einem Western Canadian Music Award ausgezeichnet.
Marilyn Lerner komponiert außerdem Filmmusik und begleitet Stummfilme. Zu hören ist sie auch auf Frank Londons Spirit Stronger Than Blood (2024).

## Diskographische Hinweise
- A Quarter to Three (mit Larry Roy, Stefan Bauer, Peter Erskine)
- Birds are Returning (Jazz Focus, 1997), u. a. mit Jane Bunnett, Yosvany Terry, Dafnis Prieto
- Small Rooms (2003, Solo)
- Luminance (2003, Solo)
- Queen Mab Trio: Thin Air (2006)
- Romanian Fantasy (2006)
- Live at Edgefest (2016), mit Ken Filiano, Lou Grassi
- Intention (2020), mit Ken Filiano, Lou Grassi
- Nicole Rampersaud & Marilyn Lerner: Brass Knuckle Sandwich (2021)